# Primeira Regência da Princesa Isabel
A Primeira Regência da Princesa Isabel foi o período compreendido entre 25 de maio de 1871 e 31 de março de 1872, em que D. Pedro II ausentou-se do Brasil pela primeira vez, na época sob governo do Gabinete do Visconde de Rio Branco, e deixou sua filha e herdeira, a Princesa Imperial D. Isabel, como Regente.

## Antecedentes
No ano de 1871, D. Pedro II expressou o desejo de deixar o Brasil e viajar à Europa pela primeira vez. A viagem teria três objetivos: tratar a saúde da Imperatriz, D. Teresa Cristina; visitar o túmulo de sua filha, a Princesa Leopoldina, falecida em 7 de fevereiro do mesmo ano; e buscar seus dois netos mais velhos, Pedro Augusto e Augusto Leopoldo, para que fossem criados como Príncipes Brasileiros.
A ideia da ausência de D. Pedro II causou muitos debates e desconforto na camada política, pois pela primeira vez em décadas, o Brasil estaria sem o seu monarca. Para ocupar seu lugar no governo, o Imperador anunciou que deixaria como Regente sua filha e herdeira, a Princesa Isabel, que na época contava com apenas 24 anos.
Embora a Constituição permitisse a atuação feminina, a ideia de ter uma mulher à frente da política foi alvo de críticas ferrenhas por parte da imprensa e de alguns políticos. Para os opositores, a Princesa não poderia conduzir os assuntos de Estado por estar limitada aos afazeres domésticos, ou por não ter experiência para assumir o governo de um país como o Brasil. Outro fator era a presença do Conde D'Eu, que era hostilizado por alguns membros da classe política e que, para muitos, seria o verdadeiro governante na ausência do Imperador.
Com muito custo, D. Pedro II conseguiu que o Conselho de Ministros aprovasse uma lei autorizando sua ausência do Brasil e reconhecendo Isabel como Regente em posse de amplos poderes, incluindo o Poder Moderador. Antes de partir efetivamente, D. Pedro II confiou à filha um documento intitulado "Conselhos à Regente", um guia para instruir a filha e o genro nos assuntos de Estado.

## A regência

Juramento da Princesa Isabel, 1871

A lei que autorizava a saída de D. Pedro II entrou em vigor no dia 15 de maio de 1871. No dia 20, Isabel dirigiu-se ao Palácio do Senado, onde prestou seu juramento e foi oficialmente reconhecida como Regente. No dia 25, D. Pedro II e Teresa Cristina finalmente deixaram o Rio de Janeiro e partiram para a Europa.
O primeiro despacho da Regente aconteceu no dia 3 de junho, no Paço Imperial. Na ocasião, ela relatou que ficou abismada com tantos papéis para ler e assinar, mas que se resumiam em cartas e concessão de títulos de nobreza. Durante sua Regência, Isabel seguiu à risca os conselhos que recebeu do pai e procurou se manter neutra politicamente, sem tomar preferência por nenhum partido e deixando que o governo caminhasse sozinho. O Conde D'eu também seguindo os conselhos do sogro e procurou se distanciar da atividade política e da vida pública, servindo apenas como um conselheiro da esposa. A Primeira Regência foi pacífica, cabendo a Isabel apenas comparecer no Paço uma vez por semana, a fim representar o Imperador e preencher a sua ausência em petições, assinaturas de documentos e audiências com ministros.

## Lei do Ventre Livre

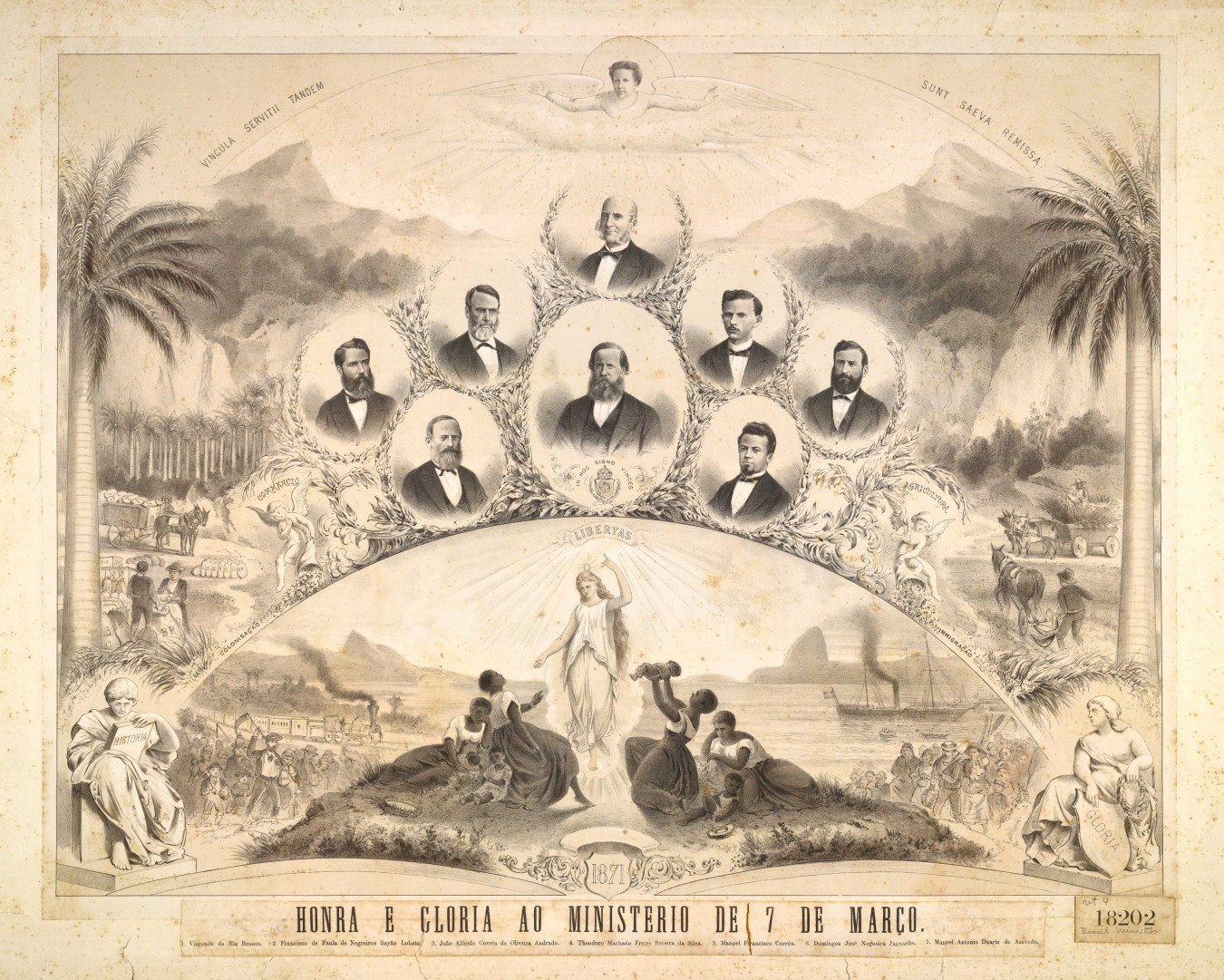
Cartão em comemoração à Lei do Ventre Livre com alusão do Gabinete de Rio Branco

Antes mesmo da partida de D. Pedro II, o assunto da abolição da escravidão já estava em debate nas Câmaras, contando com uma pressão do Imperador. Ficou decidido que a abolição no Brasil aconteceria de forma gradual e o início desse processo ficou a cargo do partido Conservador, com o Gabinete Ministerial do Visconde do Rio Branco, responsável pela aprovação da Lei do Ventre Livre, que alforriava todos os filhos de escravos nascidos a partir da sanção da lei.
Como Regente, coube Isabel sancionar a lei, aprovada em 27 de setembro de 1871, com 59 votos favoráveis. Embora ela tenha dado apoio à tramitação da lei, Isabel não atuou diretamente em sua aprovação por medo dos comentários da oposição. Mesmo assim, tendo sido a responsável por assiná-la, sua imagem foi atrelada ao movimento abolicionista, que estava cada vez mais crescente na sociedade.

## Volta do Imperador
Os últimos meses da Regência discorreram de forma tranquila e Isabel não teve mais nenhuma participação efetiva no governo. Em suas cartas, ela já expressava estar cansada da rotina burocrática e ansiava pela volta do pai para se ver livre dos assuntos de Estado. D. Pedro II retornou ao Brasil em 30 de março de 1872, assumindo novamente o governo e dando fim oficial à Regência. Com a volta do Imperador, Isabel e o Conde D'Eu foram excluídos da vida política e voltaram à rotina doméstica que lhes era habitual.